# Шабельківська селищна рада
Шабельківська се́лищна ра́да — орган місцевого самоврядування у складі Краматорської міської ради Донецької області. Адміністративний центр — селище міського типу Шабельківка.

## Загальні відомості
- Населення ради: 7951 особа (станом на 2001 рік)

## Населені пункти
Селищній раді підпорядковані населені пункти:
- смт Шабельківка
- смт Олександрівка
- смт Софіївка
- смт Ясна Поляна

## Склад ради
Рада складається з 30 депутатів та голови.
- Голова ради: Суков Віктор Якович
- Секретар ради: Бабакова Світлана Леонідівна

### Керівний склад попередніх скликань
| ПІБ                              | Основні відомості                                                        | Дата обрання | Дата звільнення |
| -------------------------------- | ------------------------------------------------------------------------ | ------------ | --------------- |
| Антоненко Анатолій Володимирович | Селищний голова, 1948 року народження, безпартійний                      | 26.03.2006   | 31.10.2010      |
| Суков Віктор Якович              | Селищний голова, 1947 року народження, освіта вища, член Партії регіонів | 31.10.2010   |                 |

Примітка: таблиця складена за даними джерела

### Депутати
За результатами місцевих виборів 2010 року:
- Кількість депутатських мандатів у раді: 30
- Кількість депутатських мандатів, отриманих кандидатами у депутати за результатами виборів: 29
- Кількість депутатських мандатів у раді, що залишаються вакантними: 1

#### За суб'єктами висування
| Суб'єкт висування | Кількість обраних депутатів | %    |
| ----------------- | --------------------------- | ---- |
| Партія регіонів   | 24                          | 82,8 |
| Самовисування     | 5                           | 17,2 |

#### За округами
| № округу        | Прізвище, ім'я, по батькові       | Дата визнання обраним | Освіта                    | Партійна приналежність | Відомості про обраного депутата                                                                                 |
| --------------- | --------------------------------- | --------------------- | ------------------------- | ---------------------- | --- |
| Партія регіонів |                                   |                       |                           |                        | |
| 1               | Кислинська Вікторія Вікторівна    | 03.11.2010            | Освіта вища               | позапартійна           | Виконком Шабельківської селищної ради, спеціаліст 1 категорії                                                   |
| 2               | Акименко Костянтин Володимирович  | 03.11.2010            | Освіта вища               | член Партії регіонів   | ЗАТ «Новокраматорський машинобудівний завод» КПЦ № 3, заступник начальника                                      |
| 4               | Болотов Анатолій Іванович         | 03.11.2010            | Освіта вища               | член Партії регіонів   | Краматорське відділення № 2865 Ощадбанку України, керуючий                                                      |
| 6               | Голобля Олег Олександрович        | 03.11.2010            | Освіта вища               | член Партії регіонів   | Краматорська РЕС, начальник                                                                                     |
| 7               | Кривоус Ольга Леонідівна          | 03.11.2010            | Освіта вища               | позапартійна           | ПП «Арій-Агро», агроном                                                                                         |
| 9               | Сікалова Ірина Віталієвна         | 03.11.2010            | Освіта середня спеціальна | член Партії регіонів   | КМУ «Міська полікліника№ 4», медична сестра                                                                     |
| 10              | Подольский Володимир Миколайович  | 03.11.2010            | Освіта вища               | позапартійний          | Старокраматорський машинобудівний завод, цех № 1, майстер                                                       |
| 11              | Лушпа Наталія Іллівна             | 03.11.2010            | Освіта середня            | позапартійна           | Дитячий садок № 51, вихователь                                                                                  |
| 12              | Ростовський Віктор Петрович       | 03.11.2010            | Освіта середня            | член Партії регіонів   | ЗАТ «Новокраматорський машинобудівний завод», слюсар                                                            |
| 13              | Петріга Володимир Миколайович     | 03.11.2010            | Освіта середня спеціальна | член Партії регіонів   | КАТП № 052810, водій                                                                                            |
| 14              | Залуцька Світлана Дмитрівна       | 03.11.2010            | Освіта середня спеціальна | позапартійна           | ТОВ "Агрофірма «Степове», директор                                                                              |
| 15              | Рогоза Сергій Якович              | 03.11.2010            | Освіта вища               | член Партії регіонів   | ДП Агрофірма «Шахтар», філія «Степове», керуючий комплексу плав. птахів                                         |
| 16              | Соляник Людмила Вікторівна        | 03.11.2010            | Освіта вища               | позапартійна           | ДП Агрофірма «Шахтар», філія «Червона зірка», заступник начальника овочівницького комплексу                     |
| 17              | Герасименко Наталія Михайлівна    | 03.11.2010            | Освіта середня            | позапартійна           | будинок культури «Ювілейний», смт Шабельківка, директор                                                         |
| 18              | Погребняк Валентина Іллівна       | 03.11.2010            | Освіта вища               | член Партії регіонів   | загальноосвітня школа № 32, вчитель                                                                             |
| 20              | Валюх Микола Федорович            | 03.11.2010            | Освіта середня            | позапартійний          | пенсіонер |
| 22              | Бережний Микола Михайлович        | 03.11.2010            | Освіта середня            | позапартійний          | пенсіонер |
| 23              | Миколенко Володимир Іванович      | 03.11.2010            | Освіта вища               | член Партії регіонів   | ЗАТ «Новокраматорський машинобудівний завод», ПДО ПМО, провідний інженер                                        |
| 25              | Василенко Олександр Олександрович | 03.11.2010            | Освіта середня спеціальна | член Партії регіонів   | ООО «Краматорський шифер», водій                                                                                |
| 26              | Портненко Олена Василівна         | 03.11.2010            | Освіта вища               | позапартійна           | Виконком Шабельківської селищної ради, спеціаліст 1 категорії                                                   |
| 27              | Мітяєва Тетяна Миколаївна         | 03.11.2010            | Освіта середня            | позапартійна           | тимчасово не працює                                                                                             |
| 28              | Лещенко Наталія Олександрівна     | 03.11.2010            | Освіта середня спеціальна | позапартійна           | тимчасово не працює                                                                                             |
| 29              | Бабакова Світлана Володимирівна   | 03.11.2010            | Освіта вища               | позапартійна           | тимчасово не працює                                                                                             |
| 30              | Равковська Любов Прокопівна       | 03.11.2010            | Освіта вища               | позапартійна           | пенсіонер |
| Самовисування   |                                   |                       |                           |                        | |
| 3               | Щворін Володимир Ілліч            | 03.11.2010            | Освіта середня спеціальна | член Партії регіонів   | ЗАТ «Новокраматорський машинобудівний завод», цех № 16, електрик                                                |
| 5               | Дудник Оксана Олександрівна       | 03.11.2010            | Освіта середня спеціальна | член Партії регіонів   | ДП Агрофірма «Шахтар», філія «Світанок», економіст з труду і заробітної плати                                   |
| 8               | Балджи Сергій Євгенович           | 03.11.2010            | Освіта середня            | позапартійний          | Ліцей № 65, вартівник                                                                                           |
| 19              | Кирна Галина Іванівна             | 03.11.2010            | Освіта вища               | позапартійна           | Фінансове управління Краматорської міської ради, заступник начальника бюджетного відділу фінансового управління |
| 24              | Якуба Віталій Петрович            | 03.11.2010            | Освіта вища               | позапартійний          | тимчасово не працює                                                                                             |